# C29H46O3
化学式C29H46O3（摩尔质量：442.67 g/mol）可能指：
- 癸酸睾酮，CAS号：5721-91-5
- 十一酸诺龙，CAS号：862-89-5

|  | 这个同类索引页列出了具有相同分子式的化学物（即同分異構體）条目。 除非您是有意链接至本页，否则应将相应条目的内部链接指向正确的条目。 |